# Veprinac
Veprinac (en italien : Apriano) est une localité de Croatie située dans la municipalité d'Opatija et dans le comitat de Primorje-Gorski Kotar. En 2001, la localité comptait 853 habitants.

## Démographie
| 1948 | 1953 | 1961 | 1971 | 1981 | 1991 | 2001 |
| ---- | ---- | ---- | ---- | ---- | ---- | ---- |
| 605  | 603  | 583  | 577  | 646  | 736  | 853  |